# Robinson Crusoe: Przygoda na przeklętej wyspie
Robinson Crusoe: Przygoda na przeklętej wyspie – kooperacyjna gra planszowa autorstwa Ignacego Trzewiczka wydana przez wydawnictwo Portal w 2012 roku. Tytułowy Robinson Crusoe to bohater powieści przygodowych autorstwa Daniela Defoe.
Gra otrzymała kilka nominacji i wyróżnień do najlepszej gry planszowej 2012 roku (w tym tytuł Gry Roku). W listopadzie 2021 znajdowała się na 67 miejscu w rankingu portalu BoardGameGeek.

## Scenariusze
Podstawowe wydanie gry zawiera sześć scenariuszy:
1. Rozbitkowie – rozbitkowie na bezludnej wyspie muszą przygotować się na nadejście zimy oraz zbudować  i rozpalić stos drewna, który zaalarmuje przepływające w pobliżu statki.
2. Przeklęta wyspa – wyprawa egzorcystów rozbija się na przeklętej wyspie, mimo to muszą dokończyć swoje dzieło.
3. Jenny w potrzebie – rozbitkowie wyruszają na ratunek jednej ze współpasażerek statku, która jest uwięziona na skale pośród oceanu.
4. Wyspa ognia – łowcy skarbów, plądrujący wyspę, zostają zaskoczeni przez budzący się wulkan.
5. Wyspa kanibali – gracze lądują na wyspie kanibali. Muszą znaleźć i spalić ich wioski.
6. Rodzina Robinsonów – rozbitkowie nie mając nadziei na ratunek, muszą zbudować na wyspie trwały dom, stworzyć narzędzia oraz założyć rodzinę.

Wydawnictwo Portal opublikowało dodatkowo dwa scenariusze:
- Przerażająca przygoda na wyspie King Konga – gracze towarzyszą filmowcom, którzy chcą nakręcić film o wielkiej małpie, żyjącej na niezbadanej wyspie[3].
- Przyrodnik – gracze biorą udział w słynnej wyprawie badawczej Karola Darwina na pokładzie statku HMS Beagle w 1832 roku. Należy pomóc przyrodnikowi skatalogować faunę i florę przeklętej wyspy oraz zebrać jak najwięcej okazów[4].